# Barbara Thompson (instrumentista)
Barbara Gracey Thompson (Oxford, 27 de julho de 1944 - 9 de julho de 2022) foi uma saxofonista, flautista e compositora britânica. Foi influenciada por músicos como Duke Ellington e John Coltrane e enveredou para o jazz, ritmo que embalou boa parte de sua carreira.

## Biografia

### Primeiros anos e formação acadêmica
Thompson nasceu na cidade de Oxford, no ano de 1944. Mudou-se para Londres onde estudou no Queen's College.
Iniciou seus estudos em clarinete, flauta, piano e composição clássica na Royal College of Music, mas a música de Duke Ellington e John Coltrane  a fizeram mudar seus interesses para o jazz e o saxofone.

### Carreira
Por volta de 1970, Thompson fazia parte da New Jazz Orchestra de Neil Ardley e apareceu em álbuns do Colosseum. A partir de 1975, ela esteve envolvida na fundação de três bandas: na United Jazz + Rock Ensemble, Paraphernalia e Jubiaba.
Thompson trabalhou de perto com o compositor Andrew Lloyd Webber em musicais como Cats e Starlight Express,  Requiem e o álbum de fusão clássica de Lloyd Webber de 1978, Variations. A produção de Thompson passou por diversas áreas como composições clássicas, músicas para cinema e televisão, um musical de sua autoria além de canções para as bandas que participou.
Compôs a música de abertura do seriado policial de televisão britânico A Touch of Frost, da emissora ITV, estrelada por David Jason. Ela também tocou flauta no disco Jeff Wayne's Musical Version of The War of the Worlds de Jeff Wayne.
Por sua carreira foi agraciada em 1996 com a Ordem do Império Britânico por serviços prestados à música. Devido à doença de Parkinson, diagnosticada em 1997, ela se aposentou como saxofonista ativa em 2001 com uma turnê de despedida.  Após um período trabalhando exclusivamente como compositora, retornou aos palcos em 2003 para uma turnê com o Colosseum.

## Vida pessoal
Thompson foi casada com o baterista do Colosseum, Jon Hiseman, de 1967 até sua morte em junho de 2018. O filho do casal, Marcus, nasceu em 1972, e sua filha Anna (agora conhecida como cantora/compositora Ana Gracey) em 1975.

## Morte
Thompson morreu em 9 de julho de 2022, aos 77 anos, após sofrer da doença de Parkinson durante vinte e cinco anos.

## Discografia

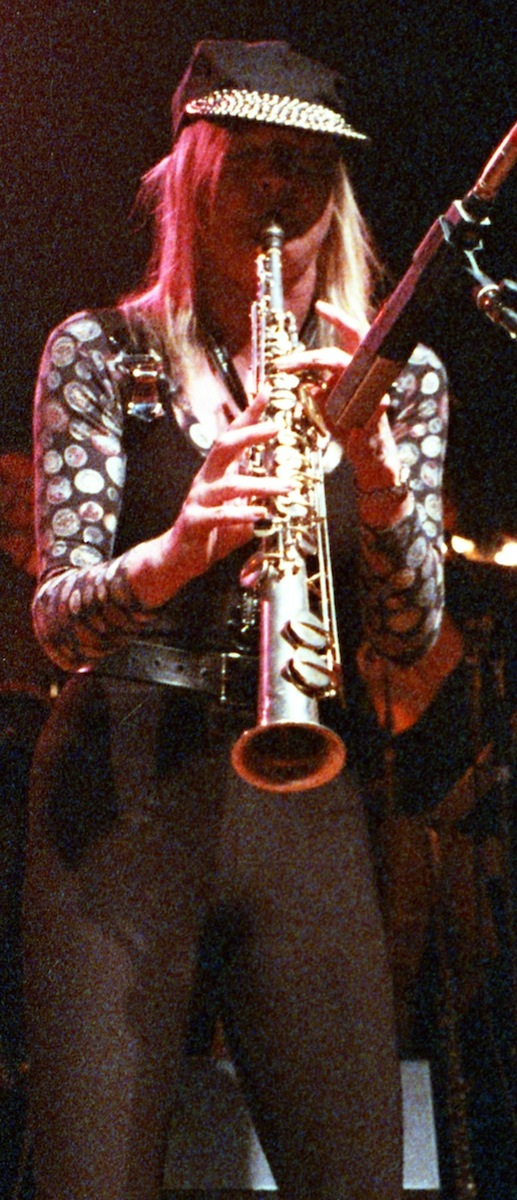
Barbara Thompson em 1992.

| Ano  | Álbum                                                                      | Performance                                                        |
| ---- | -------------------------------------------------------------------------- | ------------------------------------------------------------------ |
| 1966 | The Man Who Took the Valise Off the Floor of Grand Central Station at Noon | The She Trinity                                                    |
| 1968 | Angle                                                                      | Howard Riley Trio                                                  |
| 1969 | Valentyne Suite                                                            | Colosseum                                                          |
| 1970 | Daughter of Time                                                           | Colosseum                                                          |
| 1970 | Michael Gibbs                                                              | Michael Gibbs                                                      |
| 1971 | Little Big Band                                                            | Keef Hartley Band                                                  |
| 1973 | The Beginning – Vol. 6: Keef Hartley Band                                  | Keef Hartley Band                                                  |
| 1973 | Mike Taylor Remembered                                                     | Jon Hiseman, Neil Ardley, Ian Carr etc.                            |
| 1976 | The Roaring Silence                                                        | Manfred Mann's Earth Band                                          |
| 1976 | Kaleidoscope of Rainbows                                                   | Neil Ardley                                                        |
| 1977 | Live in Schuetzenhaus                                                      | United Jazz + Rock Ensemble                                        |
| 1977 | NDR Jazzworkshop '77                                                       | Vários artistas                                                    |
| 1978 | Barbara Thompson's Paraphernalia                                           | Barbara Thompson's Paraphernalia                                   |
| 1978 | Barbara Thompson's Jubiaba                                                 | Barbara Thompson                                                   |
| 1978 | Variations                                                                 | Andrew Lloyd Webber                                                |
| 1978 | Harmony of the Spheres                                                     | Neil Ardley                                                        |
| 1978 | Teamwork                                                                   | United Jazz + Rock Ensemble                                        |
| 1979 | Wilde Tales                                                                | Barbara Thompson's Paraphernalia                                   |
| 1979 | Tell Me on a Sunday                                                        | Marti Webb                                                         |
| 1979 | The Break Even Point                                                       | United Jazz + Rock Ensemble                                        |
| 1980 | Live in Concert                                                            | Barbara Thompson's Paraphernalia                                   |
| 1980 | Chance                                                                     | Manfred Mann's Earth Band                                          |
| 1981 | Cats                                                                       | Andrew Lloyd Webber                                                |
| 1981 | Live in Berlin                                                             | United Jazz + Rock Ensemble                                        |
| 1981 | Zwischenbilanz – Das Beste aus den Jahren 1977 –1981                       | United Jazz + Rock Ensemble                                        |
| 1982 | Mother Earth                                                               | Barbara Thompson                                                   |
| 1982 | Ghosts                                                                     | Barbara Thompson/Rod Argent                                        |
| 1983 | Cool Cat                                                                   | Jeff Wohlgenannt and Friends                                       |
| 1983 | Requiem                                                                    | Andrew Lloyd Webber                                                |
| 1984 | Pure Fantasy                                                               | Barbara Thompson's Paraphernalia                                   |
| 1984 | United Live Opus Sechs                                                     | United Jazz + Rock Ensemble                                        |
| 1985 | Frauen – Power                                                             | Vários artistas                                                    |
| 1985 | Shadow Show                                                                | Barbara Thompson/Rod Argent                                        |
| 1985 | Live im Berliner Metropol – Theater                                        | Barbara Thompson's Paraphernalia                                   |
| 1986 | Heavenly Bodies                                                            | Barbara Thompson                                                   |
| 1986 | Ganz schoen heiss, Man! About Time Too!                                    | Jon Hiseman                                                        |
| 1987 | Highlights II                                                              | United Jazz + Rock Ensemble                                        |
| 1988 | A Cry from the Heart                                                       | Barbara Thompson's Paraphernalia Live in London                    |
| 1990 | Songs from the Center of the Earth                                         | Barbara Thompson                                                   |
| 1991 | Perspective '92                                                            | Vários artistas                                                    |
| 1991 | Breathless                                                                 | Barbara Thompson's Paraphernalia                                   |
| 1992 | Round Seven                                                                | United Jazz + Rock Ensemble                                        |
| 1993 | Everlasting Flame                                                          | Barbara Thompson's Paraphernalia                                   |
| 1995 | Barbara Song                                                               | Barbara Thompson e the Medici String Quartet                       |
| 1995 | Lady Saxophone                                                             | Barbara Thompson's Paraphernalia                                   |
| 1996 | Die Neunte von United                                                      | United Jazz + Rock Ensemble                                        |
| 1996 | Women's Music from Celestial Harmonies                                     | Vários artistas                                                    |
| 1998 | Shifting Sands                                                             | Barbara Thompson's Paraphernalia                                   |
| 1998 | The Sound Inside / Music and Architecture                                  | Vários artistas                                                    |
| 1999 | X                                                                          | United Jazz + Rock Ensemble                                        |
| 2000 | Thompson's Tangos and Other Soft Dances                                    | Barbara Thompson's Paraphernalia                                   |
| 2001 | Cuff Clout                                                                 | Kate Westbrook e Mike Westbrook                                    |
| 2003 | In the Eye of a Storm                                                      | Barbara Thompson's Paraphernalia                                   |
| 2004 | 2006                                                                       | Manfred Mann '06 com Manfred Mann's Earth Band                     |
| 2005 | Never Say Goodbye                                                          | Barbara Thompson's Paraphernalia                                   |
| 2007 | Live 05                                                                    | Colosseum                                                          |
| 2011 | George Martin Presents                                                     | Barbara Thompson                                                   |
| 2014 | Live '05 (DVD)                                                             | Barbara Thompson's Paraphernalia                                   |
| 2014 | Time On Our Side                                                           | Colosseum                                                          |
| 2015 | The Last Fandango                                                          | Barbara Thompson's Paraphernalia                                   |
| 2021 | Bulletproof                                                                | Barbara Thompson’s Paraphernalia com National Youth Jazz Orchestra |